# Labidocera aestiva
Labidocera aestiva är en kräftdjursart som beskrevs av Wheeler 1901. Labidocera aestiva ingår i släktet Labidocera och familjen Pontellidae. Inga underarter finns listade i Catalogue of Life.